# Корчуватська вулиця
Корчува́тська ву́лиця — вулиця в Голосіївському районі міста Києва, селище Мишоловка. Пролягає від Хутірського провулку до Весняної вулиці.
Прилучається Золотоніська вулиця.

## Історія
Вулиця виникла в 1-й половині XX століття під назвою 42-га Нова. Сучасна назва — з 1944 року, від розташованої поряд історичної місцевості Корчувате.